# Bol Open 2021 - Doppio
Timea Bacsinszky e Mandy Minella erano le detentrici del titolo, ma hanno scelto di non partecipare.
In finale Aliona Bolsova / Katarzyna Kawa hanno sconfitto Ekaterine Gorgodze / Tereza Mihalíková con il punteggio di 6-1, 4-6, [10-6].

## Teste di serie
Le prime tre teste di serie ricevono un bye per il secondo turno.
1. Viktória Kužmová /  Arantxa Rus (semifinale)
2. Miyu Katō /  Renata Voráčová (primo turno)

1. Katarzyna Piter /  Rosalie van der Hoek (primo turno)
2. Anna Danilina /  Lidzija Marozava (primo turno)

## Tabellone

### Legenda
| - Q = Qualificato - WC = Wild card - LL = Lucky loser | - ALT = Alternate - SE = Special Exempt - PR = Protected Ranking | - w/o = Walkover - r = Ritirato - d = Squalificato |

|  | Primo turno | Primo turno                 | Primo turno                 | Primo turno | Primo turno |  |  | Quarti di finale          | Quarti di finale          | Quarti di finale          | Quarti di finale          | Quarti di finale |   |      | Semifinali                           | Semifinali                           | Semifinali                    | Semifinali                    | Semifinali |   |      | Finale | Finale | Finale | Finale | Finale |  |
|  |             |                             |                             |             |             |  |  |                           |                           |                           |                           |                  |   |      |                                      |                                      |                               |                               |            |   |      |        |        |        |        |        |  |
|  | 1           | V Kužmová A Rus             | V Kužmová A Rus             | 6           | 6           |  |  |                           |                           |                           |                           |                  |   |      |                                      |                                      |                               |                               |            |   |      |        |        |        |        |        |  |
|  |             | J Fett P Hon                | J Fett P Hon                | 2           | 1           |  |  | 1                         | V Kužmová A Rus           | 4                         | 6                         | [11]             |   |      |                                      |                                      |                               |                               |            |   |      |        |        |        |        |        |  |
|  |             | UM Arconada V Havarcova     | UM Arconada V Havarcova     | 6           | 6           |  |  |                           | UM Arconada V Havarcova   | 6                         | 0                         | '[9]             |   |      |                                      |                                      |                               |                               |            |   |      |        |        |        |        |        |  |
|  |             | M Bulgaru A Cadanțu         | M Bulgaru A Cadanțu         | 4           | 3           |  |  |                           |                           |                           |                           |                  |   |      | 1                                    | V Kužmová A Rus                      | 7                             | 3                             | [7]        |   |      |        |        |        |        |        |  |
|  | 3           | K Piter R van der Hoek      | K Piter R van der Hoek      | 1           | 3           |  |  |                           |                           |                           | E Gorgodze T Mihalíková   | 5                | 6 | [10] |                                      |                                      |                               |                               |            |   |      |        |        |        |        |        |  |
|  |             | E Gorgodze T Mihalíková     | E Gorgodze T Mihalíková     | 6           | 6           |  |  | E Gorgodze T Mihalíková   | E Gorgodze T Mihalíková   | E Gorgodze T Mihalíková   | E Gorgodze T Mihalíková   | w/o              |   |      |                                      |                                      |                               |                               |            |   |      |        |        |        |        |        |  |
|  |             | AK Schmiedlová K Zavac'ka   | 7                           | 4           | [10]        |  |  | AK Schmiedlová K Zavac'ka | AK Schmiedlová K Zavac'ka | AK Schmiedlová K Zavac'ka | AK Schmiedlová K Zavac'ka |                  |   |      |                                      |                                      |                               |                               |            |   |      |        |        |        |        |        |  |
|  |             | D Gálfi K Zimmermann        | 65                          | 6           | [5]         |  |  |                           |                           |                           |                           |                  |   |      | Ekaterine Gorgodze Tereza Mihalíková | Ekaterine Gorgodze Tereza Mihalíková | 1                             | 6                             | [6]        |   |      |        |        |        |        |        |  |
|  |             | A Bolsova K Kawa            | A Bolsova K Kawa            | 6           | 6           |  |  |                           |                           |                           |                           |                  |   |      |                                      |                                      | Aliona Bolsova Katarzyna Kawa | Aliona Bolsova Katarzyna Kawa | 6          | 4 | [10] |        |        |        |        |        |  |
|  |             | N Dzalamidze P Kania-Choduń | N Dzalamidze P Kania-Choduń | 3           | 4           |  |  | A Bolsova K Kawa          | A Bolsova K Kawa          | A Bolsova K Kawa          | 6                         | 7                |   |      |                                      |                                      |                               |                               |            |   |      |        |        |        |        |        |  |
|  |             | B Haas R Zarazúa            | 6                           | 3           | [13]        |  |  | B Haas R Zarazúa          | B Haas R Zarazúa          | B Haas R Zarazúa          | 4                         | 64               |   |      |                                      |                                      |                               |                               |            |   |      |        |        |        |        |        |  |
|  | 4           | A Danilina L Marozava       | 1                           | 6           | [11]        |  |  |                           |                           |                           |                           |                  |   |      | A Bolsova K Kawa                     | A Bolsova K Kawa                     | 6                             | 63                            | [10]       |   |      |        |        |        |        |        |  |
|  |             | T Lukas T Mrdeža            | T Lukas T Mrdeža            | 2           | 5           |  |  |                           |                           | L Arruabarrena S Errani   | L Arruabarrena S Errani   | 4                | 7 | [8]  |                                      |                                      |                               |                               |            |   |      |        |        |        |        |        |  |
|  |             | A Amanmuradova A Dulgheru   | A Amanmuradova A Dulgheru   | 6           | 7           |  |  | A Amanmuradova A Dulgheru | A Amanmuradova A Dulgheru | 2                         | 6                         | [7]              |   |      |                                      |                                      |                               |                               |            |   |      |        |        |        |        |        |  |
|  |             | L Arruabarrena S Errani     | L Arruabarrena S Errani     | 6           | 6           |  |  | L Arruabarrena S Errani   | L Arruabarrena S Errani   | 6                         | 4                         | [10]             |   |      |                                      |                                      |                               |                               |            |   |      |        |        |        |        |        |  |
|  | 2           | M Katō R Voráčová           | M Katō R Voráčová           | 2           | 2           |  |  |                           |                           |                           |                           |                  |   |      |                                      |                                      |                               |                               |            |   |      |        |        |        |        |        |  |